# Szén-patak
Szén-patak är ett vattendrag i Ungern.   Det ligger i provinsen Heves, i den centrala delen av landet, 80 km nordost om huvudstaden Budapest.